# 2020년 자그레브 지진
2020년 자그레브 지진은 2020년 3월 22일 크로아티아의 수도 자그레브 시에서 북쪽으로 3km 정도 떨어진 카시나에서 일어난 모멘트 규모 M5.4의 지진이다. 이 지진은 1880년 자그레브 지진 이후 자그레브에서 일어난 가장 큰 규모의 지진이다. 본진 40분 후 모멘트 규모 M4.6의 최대여진이 일어났으며 이후 규모 M3.7의 여진도 다시 한번 일어났다. 이 지진의 진동은 슬로베니아에서도 느껴졌다.
지진으로 자그레브 대성당의 첨탑 2개 중 하나의 일부가 붕괴되었다. 자그레브 예수의 마음 대성당도 지진으로 큰 피해를 입었다. 크로아티아 의회 건물 천장 일부분도 붕괴되었으며 반 옐라치치 광장의 콜마르 빌딩은 지진으로 돔 중 하나가 무너졌으며 나머지 하나도 심각한 손상을 입고 이후 파괴되었다. 일부 지역에선 정전 피해도 일어났다. 인접한 슬로베니아에 있는 크르슈코 원자력 발전소는 지진 피해가 없었다고 밝혔다.

## 같이 보기
- 1880년 자그레브 지진
- 2020년 페트리냐 지진